# Je t’adore
Je t'adore – anglojęzyczny singiel belgijskiej piosenkarki Kate Ryan nagrany i wydany w 2006 roku. Utwór reprezentował Belgię podczas 51. Konkursu Piosenki Eurowizji w 2006 roku. 

## Notowania
| Notowanie (2006)                        | Pozycja na liście |
| --------------------------------------- | ----------------- |
| Austria (Ö3 Austria Top 40)             | 38                |
| Belgia (Flandria) (Ultratop 50 Singles) | 1                 |
| Belgia (Wallonia) (Ultratop 50 Singles) | 11                |
| Holandia (Single Top 100)               | 21                |